# زلزال سيتشوان 2008
زلزال سيتشوان 2008 هو زلزال حدث في مقاطعة سيشوان جنوب غرب جمهورية الصين الشعبية في 12 مايو 2008 بالتوقيت المحلي 14:28:04، 06:28:04 غرينيتش. حسب نشرة للمسح الجيولوجي الأمريكي أن شدة الزلزال بلغت 7.8 حسب مقياس ريختر. شعر بالزلزال سكان بكين، شانغهاي، بانكوك، هونغ كونغ، هانوي، وتايبيه.

## توابع الزلزال
في يوم السبت 17 مايو 2008 حدثت هزة أرضية بقوة 6.1 درجة في إقليم سيتشوان. وحسب المركز الأمريكي للمسح الجيولوجي كانت الهزة على عمق 50 كيلومترا تقريبا وضربت منطقة تبعد 80 كيلومترا غربي جوانجيوان.

## ضحايا وخسائر
حسب آخر الإحصائيات الحكومية الصينية يبلغ عدد القتلى جراء هذا الزلزال 32.477، وحسب مصادر حكومية فإن عدد القتلى قد يتجاوز 50.000 شخص.

## مساعدات داخلية وخارجية

### الصين
خلال مهرجان تلفزيوني أذيع على تلفزيون الصين المركزي يوم الأحد 18 مايو، تم جمع تبرعات تقدر ب1.5 مليار يوان ( ما يعادل 216 مليون دولار أمريكي). أرسلت الهيئة الخيرية الأردنية الهاشمية طائرة محملة بمواد غذائية وأدوية ومعدات طبية وخيم تبلغ زنتها 10 أطنان إلى الصين.
كانت المملكة العربية السعودية أكبر مانح للمساعدات للصين ، حيث قدمت السعودية أكثر من 40,000,000€ مساعدات مالية و 8,000,000€ للمساعدات الغذائية.

### مساعدات خارجية
سمحت الصين لفرق إغاثة من كوريا الجنوبية، روسيا، وسنغافورة بالمشاركة في عمليات الإنقاذ. لكن رفضت السلطات الصينية إدخال فريق إغاثة بريطاني قادم من هونغ كونغ، رفضت السماح له بالوصول للمناطق المتضررة من جراء الزلزال.

## وصلات خارجية
- تقرير فيديو من بي بي سي العربية، مقتل الآلاف في زلزال بالصين، بينهم 900 تلميذ
- راديو سوا، تقرير تفاعلي عن زلزال سيشوان 2008
- صور ومقاطع فيديو عن الزلازل نسخة محفوظة 1 مارس 2009 على موقع واي باك مشين.
- تقرير من موقع الإسلام اليوم عن الزلزال